# Trolleberg

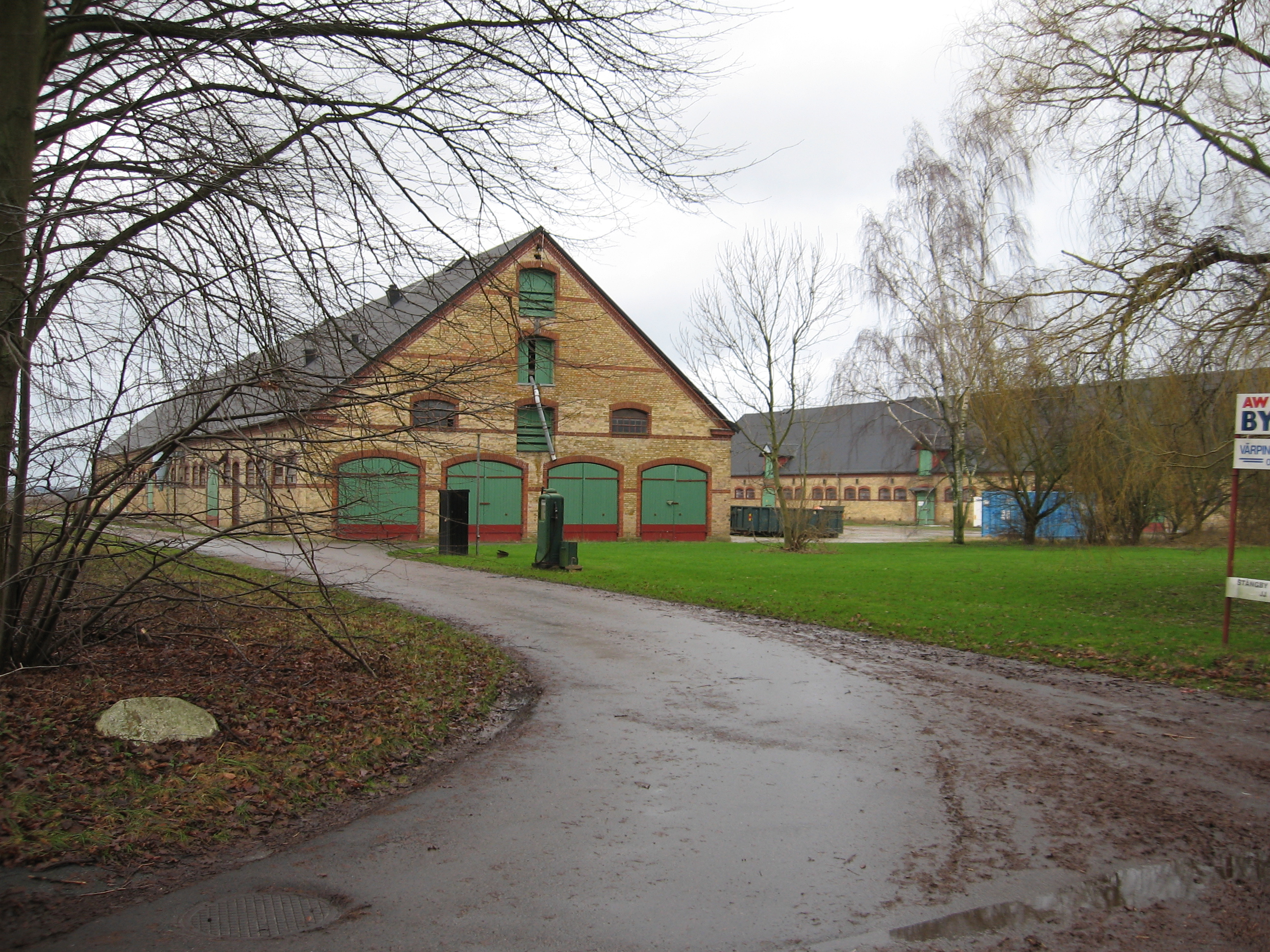
Ekonomibyggnader.

Trollebergs säteri är en herrgård i Flackarps socken i Staffanstorps kommun i Skåne. Corps-de-logiet är ett tvåvånings stenhus, omgivet av en park. Det är byggt i mitten av 1700-talet efter ritningar av Carl Hårleman.

## Historia
Trolleberg, ursprungligen kallat Värpinge, skänktes 1331 till Lunds domkapitel. Det kom vid reformationen under danska kronan och pantsattes 1572 till Lave Brahes änka Görvel Fadersdotter (Sparre). Hon skänkte det 1601 till Kristian IV. Det ägdes sedan av Tage Ottesson Thott ("skånska kungen"), biskop Peder Winstrup i Lund och dennes måg Casper von Böhnen. Hans änka sålde det till överstelöjtnant Fredrik Trolle. Han lät uppföra den nuvarande huvudbyggningen och gjorde det till fideikommiss under namnet Trolleberg. Det tillföll hans andra dotter, Hilla Birgitta 1727–1808, gift med greve Fredrik Georg Hans Carl  Wachtmeister af Johannishus, 1720–1792. Som fideikommissarie antog han namnet Trolle-Wachtmeister enligt svärfaderns bestämmelser. Det innehades sedan av riksdrotsen Carl Axel Trolle-Wachtmeister och dennes son, excellensen Hans Gabriel Trolle-Wachtmeister. Han flyttade 1830 fideikommissrätten till Trolle-Ljungby. 1951 blev Knut Wachtmeister, ättling till den förste fideikommissarien, ägare till herrgården. Knut Wachtmeister var bosatt på herrgården till sin död 2017.